# Бор (Кормянский район)
Бор (бел. Бор) — деревня в Барсуковском сельсовете Кормянского района Гомельской области Беларуси.
На юго-востоке граничит с лесом.

## Административное устройство
До 11 января 2023 года входила в состав Каменского сельсовета. В связи с объединением Каменского и Барсуковского сельсоветов Кормянского района Гомельской области в одну административно-территориальную единицу — Барсуковский сельсовет, включена в состав Барсуковского сельсовета.

## География

### Расположение
В 10 км на северо-запад от Кормы, в 110 км от Гомеля, в 55 км от железнодорожной станции Рогачёв (на линии Могилёв — Жлобин).

### Гидрография
На севере река Гутлянка (приток реки Днепр).

## Транспортная сеть
Транспортные связи по просёлочной, затем автомобильной дороге Корма — Журавичи). Планировка состоит из короткой меридиональной улицы, на юге к которой присоединяется короткая улица, ориентированная с юго-востока на северо-запад. Застройка двусторонняя, неплотная, деревянная усадебного типа.

## История
Основана в начале XX века переселенцами из соседних деревень. В 1931 году жители вступили в колхоз. В 1962 году к деревне присоединён соседний посёлок Вырубки. В составе совхоза «Октябрь» (центр — деревня Кучин).

## Население

### Численность
- 2004 год — 17 хозяйств, 34 жителя.

### Динамика
- 1959 год — 92 жителя (согласно переписи).
- 2004 год — 17 хозяйств, 34 жителя.